# Simon-Paul Wagner
Simon-Paul Wagner (* 13. November 1984 in Berlin) ist ein deutscher Schauspieler und Moderator.

## Leben
Simon-Paul Wagner nahm seit seiner Jugend Schauspielunterricht sowie Gesangs- und Tanzunterricht in München und Berlin. Im Jahr 2001 machte er den Realschulabschluss und konzentrierte sich im Anschluss auf seine Karriere als Schauspieler. Im Jahr 2013 zog sich Wagner aus der Öffentlichkeit zurück, machte eine Ausbildung zum Einzelhandelskaufmann und übernahm das Unternehmen seiner Eltern. Ab 2017 kümmerte er sich um seine an Demenz erkrankte Großmutter bis zu ihrem Tod im September 2022. Wagner lebt in Berlin.

## Karriere

### Schauspielerei
Wagner kam im Alter von zehn Jahren über eine Kindercasting-Agentur zu Episodenrollen in Serien. Im Jahr 1999 spielte er in Sat.1 in Der Fall Stefan Lamprecht, 2000 in Der Prinzenbaron in der ARD und im gleichen Jahr hatte er einen Episodenrolle in der Serie Hallo, Onkel Doc!. Im Jahr 1999 und 2001 erhielt er jeweils einen Plattenvertrag und nahm zwei Studioalben auf. Er entschied sich jedoch für eine Karriere als Schauspieler und veröffentlichte keine Musik.
2001 stieß er mit 16 Jahren zum Ensemble der Daily Soap des Marienhof. Bis 2011 spielte er dort die Hauptrolle des Marlon Berger. Darüber hinaus war er u. a. als Schauspieler in Alphateam – Die Lebensretter im OP, Die Rosenheim-Cops, Der Glücksbote und weiteren Fernsehfilmen und Serien zu sehen.

### Moderation
2001 war Wagner bei Bravo TV Backstagemoderator. Von 2004 bis 2006 war er als Außenmoderator der Kindersendung Tier hoch Vier tätig. 2008 moderierte er das Boulevardmagazin taff auf ProSieben.

### Werbeaktivitäten
Wagner war Model für Werbespots einer Schuhfirma, einem amerikanischen Pharmaunternehmen und für Whisky.

## Ehrenamtliches Engagement
Im November 2013 schickte Wagner gemeinsam mit dem jungen Ensemble des Friedrichstadt-Palast rosa Plüschhasen in die zwölf Berliner Stadtbezirke. Rund 500 Kinder signierten diese mit ihren Herzenswünschen. Die Aktion Träume werden wahr wurde in Kooperation mit dem Landesverband Berlin des Deutschen Kinderschutzbundes und dem Berliner Beirat für Familienfragen durchgeführt. Der Jury gehörte neben Wagner unter anderem auch Thomas Härtel an.

## Filmografie (Auswahl)
- 1998: Im Namen des Gesetzes (Fernsehserie, eine Folge)
- 1999: Hallo, Onkel Doc! (Fernsehserie, eine Folge)
- 2001: Absolut das Leben (Fernsehserie)
- 2001–2011: Marienhof (Fernsehserie)
- 2002: Ich lass mich scheiden (Fernsehserie, eine Folge)
- 2004: Alphateam – Die Lebensretter im OP (Fernsehserie)[8]
- 2006: Paulas Geheimnis
- 2006: Die Rosenheim-Cops – Bauernopfer

## Fernsehmoderationen
- 2001: Bravo TV (RTLII)
- 2004–2006: Tier hoch Vier (ARD)
- 2008: Taff (ProSieben)